# Kurikuće
Kurikuće este un sat din comuna Berane, Muntenegru. Conform datelor de la recensământul din 2003, localitatea are 115 locuitori (la recensământul din 1991 erau 188 de locuitori).

## Demografie
În satul Kurikuće locuiesc 89 de persoane adulte, iar vârsta medie a populației este de 43,5 de ani (39,9 la bărbați și 47,6 la femei). În localitate sunt 38 de gospodării, iar numărul mediu de membri în gospodărie este de 3,03.
Populația localității este foarte eterogenă.
|  |

| Demografie | Demografie | Demografie |
| An         | Locuitori  | Locuitori  |
| ---------- | ---------- | ---------- |
|            |            |            |
|            |            |            |
|            |            |            |
|            |            |            |
| 1948       | 415        |            |
| 1953       | 458        |            |
| 1961       | 458        |            |
| 1971       | 398        |            |
| 1981       | 263        |            |
| 1991       | 188        | 182        |
| 2003       | 115        | 115        |

| \| Componența etnică conform recensământului din 2003[2] \| Componența etnică conform recensământului din 2003[2] \| Componența etnică conform recensământului din 2003[2] \| Componența etnică conform recensământului din 2003[2] \| Componența etnică conform recensământului din 2003[2] \| \| ----------------------------------------------------- \| ----------------------------------------------------- \| ----------------------------------------------------- \| ----------------------------------------------------- \| ----------------------------------------------------- \| \| \| \| \| \| \| \| Muntenegreni \| Muntenegreni \| \| 67 \| 58,26% \| \| Sârbi \| Sârbi \| \| 44 \| 38,26% \| \| Iugoslavi \| Iugoslavi \| \| 1 \| 0,86% \| \| necunoscută \| necunoscută \| \| 0 \| 0% \| |              |  |    |        |
| Componența etnică conform recensământului din 2003 |              |  |    |        |
| |              |  |    |        |
| Muntenegreni | Muntenegreni |  | 67 | 58,26% |
| Sârbi | Sârbi        |  | 44 | 38,26% |
| Iugoslavi | Iugoslavi    |  | 1  | 0,86%  |
| necunoscută | necunoscută  |  | 0  | 0%     |